# Карл Христіан Мец

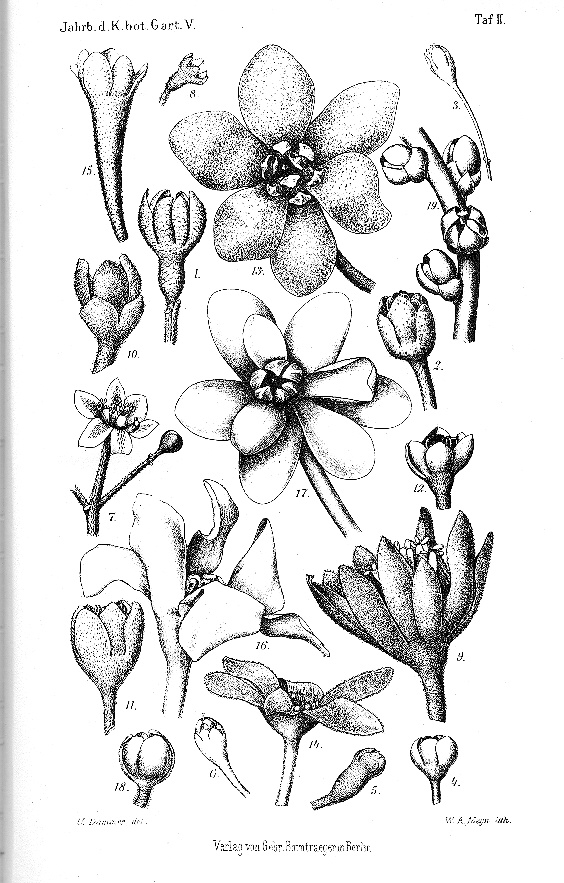
Таблиця з Lauraceae Americanae

Карл Христіан Мец (нім. Carl Christian Mez, 23 березня 1866 — 8 січня 1944) — німецький ботанік.

## Ім'я
У різних джерелах зустрічаються різні форми запису імені Карла Христіана Меца:
- нім. Carl Mez[4][6],
- нім. Karl Mez[4][5],
- нім. Carolus Mez[4],
- нім. Karl Christian Mez[4].

## Біографія
Карл Крістіан Мец народився у Фрайбурзі 23 березня 1866 року.
Мец був професором та директором ботанічного саду в Галле, а також директором Ботанічного саду Кенігсберга.
Його основні наукові інтереси були спрямовані на фізіологію та систематику. Потім він працював над систематикою та морфологією, особливо рослин родини Лаврові. Він зробив значний внесок у ботаніку, описавши багато видів насінних рослин.
Карл Христіан Мец помер у Фрайбурзі 8 січня 1944 року.

## Наукова діяльність
Карл Христіан Мец спеціалізувався на насіннєвих рослинах.

## Окремі наукові праці
- Lauraceae Americanae, monographice descripsit / — Berlin, 1889. Jahrbuch des königlichen botanischen Gartens und des botanischen Museums; Bd. 5.
- Das Mikroskop und seine Anwendung: ein Leitfaden bei mikroskopischen Untersuchungen für Apotheker, Aerzte, Medicinalbeamte, Techniker, Gewerbtreibende etc.- 8., stark verm. Aufl. — Berlin: 1899.
- Myrsinaceae. Leipzig [u.a.] 1902.
- Mikroskopische Untersuchungen, vorgeschrieben vom Deutschen Arzneibuch: Leitfaden für das mikroskopisch-pharmakognostische Praktikum an Hochschulen und für den Selbstunterricht — Berlin: 1902.
- Theophrastaceae — Leipzig [u.a.]: 1903.
- Der Hausschwamm und die übrigen holzzerstörenden Pilze der menschlichen Wohnungen: ihre Erkennung, Bedeutung und Bekämpfung. Dresden 1908.
- Die Haftung für Hausschwamm und Trockenfäule: eine Denkschrift für Baumeister, Hausbesitzer und Juristen …. Berlin 1910.
- Zur Theorie der Sero-Diagnostik — Berlin: Dt. Verl.-Ges. für Politik und Geschichte, 1925.
- Drei Vorträge über die Stammesgeschichte der Pflanzenwelt mit 1 Stammbaum des Pflanzenreichs / 1925.
- Theorien der Stammesgeschichte — Berlin: Deutsche Verl.-Ges für Politik und Geschichte, 1926.
- Versuch einer Stammesgeschichte des Pilzreiches. Halle (Saale) 1928.
- Bromeliaceae. Leipzig 1935.

## Вшанування
Роди рослин Mezia Schwacke ex Nied. та Meziella Schindler були названі на його честь.